# 默勒奇內尼鄉 (布澤烏縣)
45°12′N 26°48′E / 45.200°N 26.800°E
默勒奇內尼鄉（羅馬尼亞語：Comuna Mărăcineni, Buzău），是羅馬尼亞的鄉份，位於該國東南部，由布澤烏縣負責管轄，面積29平方公里，海拔高度100米，2007年人口7,901，人口密度每平方公里268人。